# Brokovnice

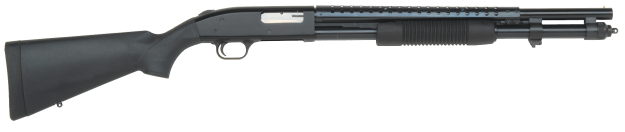
Opakovací brokovnice Mossberg 590

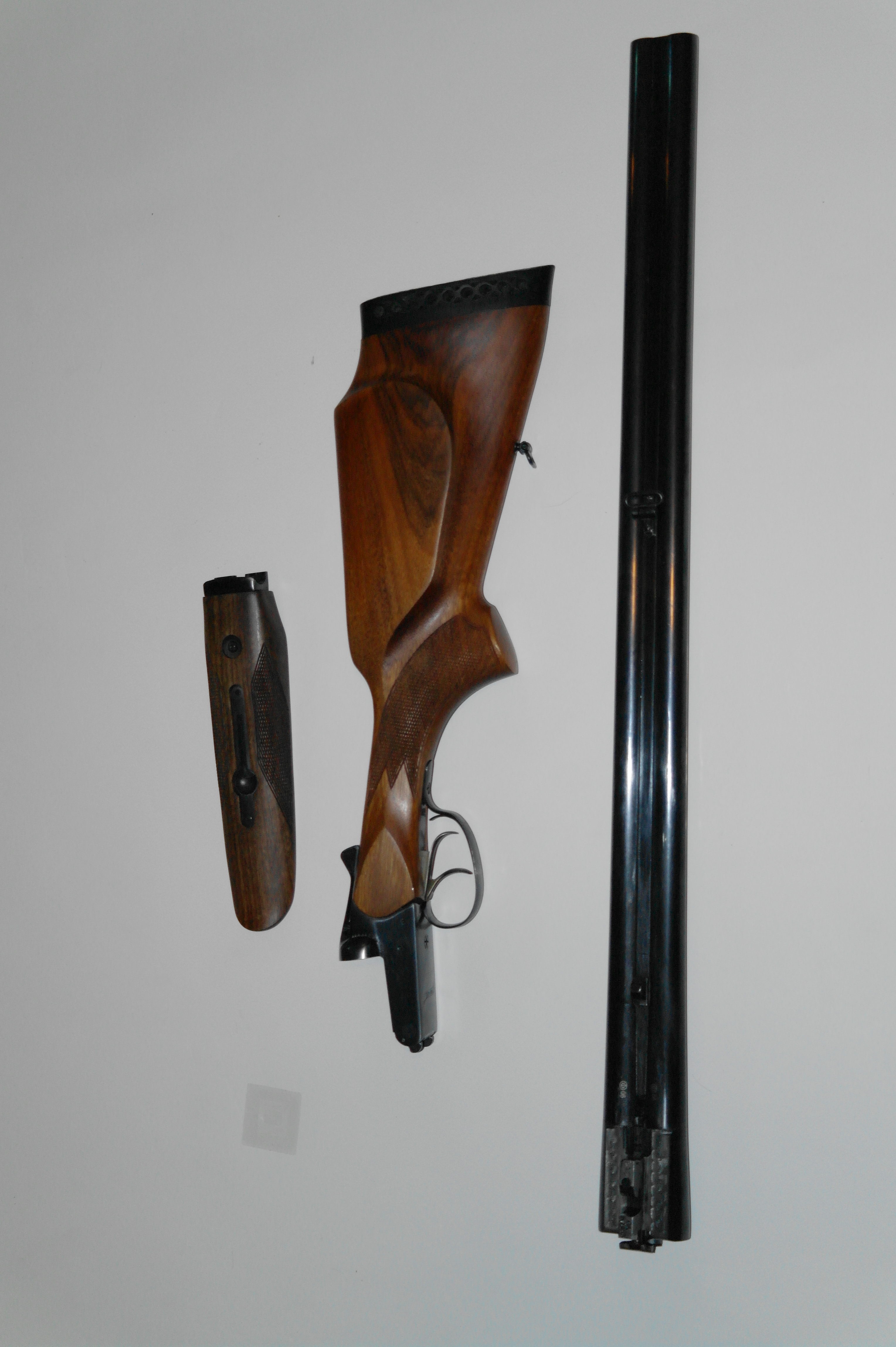
Rozložená dvojka Iž-43

Brokovnice je dlouhá ruční palná zbraň opatřená hlavní (nebo hlavněmi) s hladkým vývrtem bez drážek, střílející převážně hromadnou brokovou nebo jednotnou střelu (S-ball, Brenneke, či Brenek). Brokovnice jsou využívány převážně pro lov nebo sport, v menší míře pak pro vojenské, policejní nebo obranné účely.

## Konstrukce

### Hlaveň brokovnice
Brokovnice má jednu nebo více hlavní. Nejčastěji se vyskytují dvouhlavňové (na dva náboje), s hlavněmi nad sebou (kozlice), nebo s hlavněmi vedle sebe (dvojka). Vyrábí se i varianta se třemi brokovými hlavněmi. Viz názvy loveckých brokovnic. Brokovnicové hlavně bývají často součástí kombinovaných zbraní. V současnosti je nejběžnější vývrt u brokovnic hladký. V minulosti se používaly i vývrty s podélným drážkováním. Existuje i varianta kombinující drážky podélné a šroubovité. Tento vývrt se nazýval struhadlový.
V brokovnicích byl využíván také speciální vývrt s názvem Paradox. Jde o vývrt, který je hladký s tím, že jistá část hlavně před ústím je doplněna drážkováním. Tento vývrt neovlivňuje tolik střelbu broky, ale je výhodný při střelbě jednotnou střelou. Vývrt Paradox byl patentován výrobcem zbraní Holland & Holland.

#### Ráže

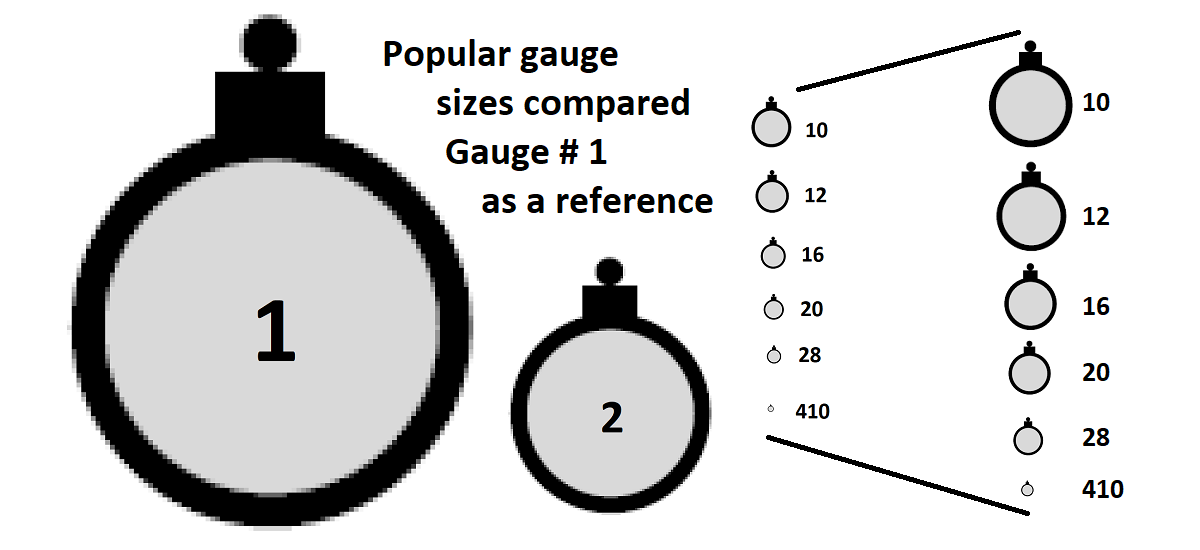
Porovnání ráží

Brokovnice má zvláštní způsob označování ráže. Kalibr neoznačuje průměr hlavně, ale počet olověných kulí stejného průměru vyrobených z jedné anglické libry olova (0,453 kg), které projdou suvně vývrtem hlavně (rozuměj „právě tak velkých, že projdou vývrtem hlavně“). Čím vice koulí se ze stejného množství olova udělá, tím jsou koule menší. To znamená, že u ráže brokovnice znamená větší číslo menší průměr hlavně.
Z toho vyplývají následující hodnoty:
| Kalibr:        | 4     | 8     | 10    | 12    | 16    | 20    | 24    | 28    | 32    | 36 (.410) |
| -------------- | ----- | ----- | ----- | ----- | ----- | ----- | ----- | ----- | ----- | --------- |
| Vrtání v mm:   | 26,73 | 21,22 | 19,69 | 18,53 | 16,84 | 15,63 | 14,71 | 13,97 | 13,37 | 10,2      |
| Vrtání v inch: | 1.052 | .835  | .775  | .729  | .663  | .615  | .579  | .550  | .526  | .410      |

Výjimku ve značení představuje ráže .410, což odpovídá průměru 0,410 anglického palce. Nejrozšířenější je v Evropě kalibr 12, 16 a 20, v Americe 8, 10, 12 a .410. Ostatní, 4, 24, 28, 32 a .410 jsou poměrně vzácné.
Normy pro průměry hlavní brokovnic byly sjednoceny až v roce 1970 a to jen pro země, které k dohodě přistoupily. I tato dohoda udává pro hlaveň každé ráži toleranci. V praxi je nejdůležitější dodržení minimálního rozměru, protože ten má velký vliv na bezpečnost zbraně.
Ke značení ráže se přidává délka nábojnice po výstřelu. Ta činí podle typu munice 65, 67,5, 70, 76 nebo 89 mm. Ráže Magnum se zvýšeným tlakem používají délky komor 76, nebo 89 mm.Úplné označení ráže je například 12/70 nebo 16/65.

#### Zahrdlení
Specialitou brokovnic je konstrukční úprava nazývaná zahrdlení (anglicky choke). Jde o zúžení hlavně těsně před jejím ústím. Toto zúžení průměru není skokové, ale je provedeno ve formě pozvolného kuželového náběhu, nebo náběhu s průběhem po křivce.
Kromě pevného zahrdlení se vyrábí i zbraně, kde je toto zahrdlení dodáváno jako samostatný zaměnitelný díl hlavně zbraně. Zahrdlení není vhodné pro střelbu jednotných střel (ty mohou hlaveň v zahrdlení poškodit).
Smyslem zahrdlení je zlepšení střelby brokovým střelivem na větší vzdálenost – tedy ovlivnění krytí. Krytí je parametr podle kterého lze posuzovat brokovnici. Krytí u brokovnice udává kolik procent broků z použitého náboje zasáhlo kruh o stanoveném průměru (75 cm) v určené vzdálenosti od ústí zbraně (35 m). Přesná metodika stanovení krytí brokové zbraně se pro jednotlivé země liší.
Při střelbě brokovým nábojem je vytvořen brokový shluk, který se po opuštění hlavně rozšiřuje. V důsledku průchodu brokového shluku zahrdlením na konci hlavně se shluk zúží a protáhne. Pro představu o posouzení vlivu zahrdlení lze říci, že pokud má zbraň krytí cca 40 %, lze pomocí nyní používaného maximálního zahrdlení zvětšit krytí na cca 70 %.
Velikost zahrdlení s udává slovním popisem v následujících stupních:
| Stupeň zúžení:                | 5                       | 4              | 3                       | 2                   | 1                    |                |                       |
| ----------------------------- | ----------------------- | -------------- | ----------------------- | ------------------- | -------------------- | -------------- | --------------------- |
| Označení zahrdlení            | Zesílené plné zahrdlení | Plné zahrdlení | Tříčtvrtinové zahrdlení | Poloviční zahrdlení | Čtvrtinové zahrdlení | Zlepšený válec | Bez zahrdlení (válec) |
| Zúžení průměru v mm u ráže 12 | 1.25                    | 1              | 0.75                    | 0.5                 | 0.25                 | 0.05           | 0                     |
| Krytí v %                     | 70+                     | 70             | 65                      | 60                  | 55                   | 50             | 40                    |

Nezúžený průměr hlavně brokovnice ráže 12 je 18,5 mm. Maximální používané zahrdlení zužuje tento průměr v ústí na cca 17,25 mm. Uvedené hodnoty zúžení v mm jsou zaokrouhlené. Pro jiné ráže brokovnic jsou absolutní hodnoty zúžení jiné. Zúžení pro jiné ráže se počítá pomocí koeficientů kterými se násobí konkrétní ráže. Například absolutní hodnota zesíleného plného zahrdlení u ráže 36 je 0,7mm. 
Za vynálezce zahrdlení lze považovat českého puškaře Dominka Brandejse, který vyráběl zbraně se zahrdlením už na počátku 19. století. Jeho konstrukce předběhla dobu a v praxi se neujala. K uplatnění a rozšíření zahrdlení došlo později, když přišlo na trh jako anglický vynález.

### Brokovnicové střelivo

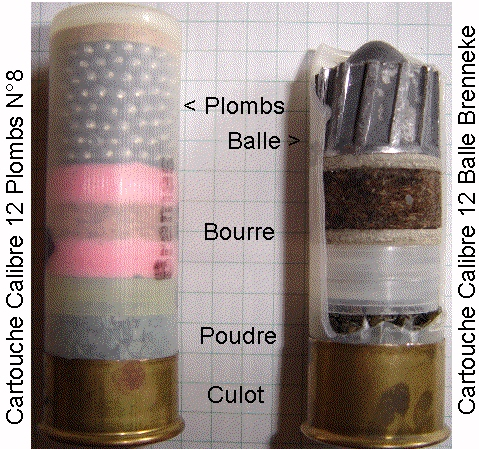
Hromadná (vlevo) a jednotná střela (vpravo)

Střelivo pro brokovnice se liší od běžných nábojů tím, že nábojnice, respektive její vrchní část je obvykle vyráběna z papíru, nebo plastu. Existují ale i nábojnice, které jsou celé z mosazi. 
U nábojnic konstruovaných z papíru, nebo plastu je střela v nábojnici uzavřena zalemováním, nebo uzavřením do hvězdy. Díky tomu je zavřený náboj kratší, než otevřená nábojnice.
Délka nábojové komory je zkonstruována tak, aby byla delší, než je plná délka nábojnice. Délky nábojových komor byly mezinárodně normalizovány podle původních britských rozměrů. Nábojové komory se vyrábí v délkách 65, 67,5, 70, 76 nebo 89 mm. Ráže Magnum se zvýšeným tlakem používají délky komor 76, nebo 89 mm.

### Brokovnice podle charakteru střelby

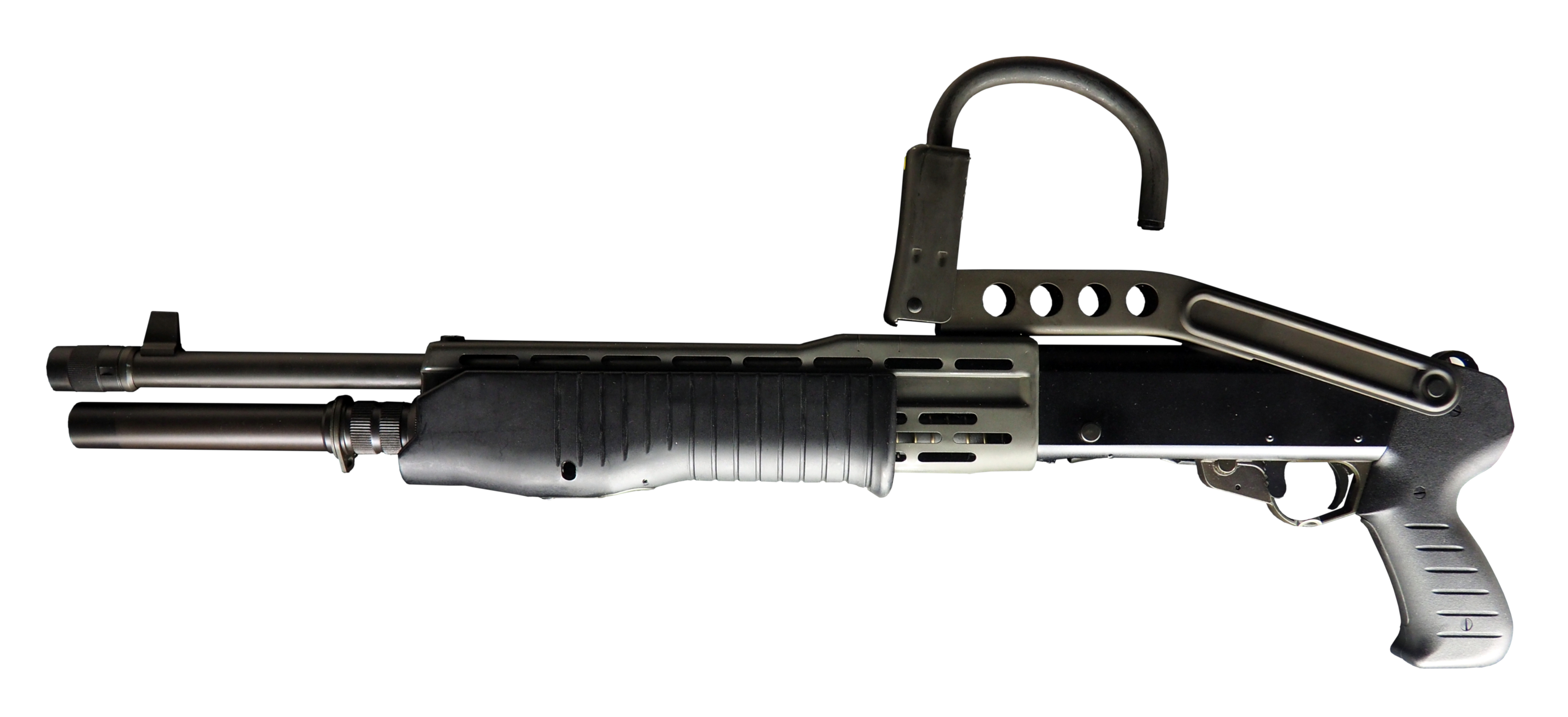
Samonabíjecí brokovnice Franchi SPAS 12

Podle české technické normy se střelné zbraně z hlediska charakteru střelby dělí na jednoranové, opakovací, víceranové, automatické (samonabíjecí nebo samočinné). Běžné lovecké brokovnice jsou jednoranové, nebo víceranové. Jde tedy o palné zbraně bez zásobníku nebo jiného podávacího ústrojí. Nabití se provádí ručním vložením náboje do nábojové komory nebo do nábojových komor u vícehlavňových zbraní. Tyto brokovnice patří podle českého zákona o zbraních mezi zbraně kategorie C.
Typickým zástupcem opakovacích zbraní jsou jednohlavňové brokovnice s nábojovou schránkou (výjimečně s odnímatelným zásobníkem). Zásobník bývá například trubicový umístěný pod hlavní. Typické nabíjení opakovacích brokovnic je posunem předpažbí – odtud název „pumpovací brokovnice“. Brokovnice existují i v samonabíjecí variantě (též zvané poloautomatické) využívající k nabití tlaku plynů při výstřelu. Samonabíjecí nebo samočinné brokovnice jsou konstruovány jako jednohlavňové. Dle české legislativy některé takové brokovnice patří do kategorie zbraní B, pokud zásobník pojme více než dva náboje.
Existují i plně automatické modely brokovnic určené pro vojenské využití (první návrhy vznikly už v 70. letech), ale v praxi nejsou příliš rozšířené.

## Použití brokovnic pro lov
Brokovnice se používá především pro lov drobné zvěře. Podle současné legislativy (2019) se v ČR smí lovit na naháňkách sele a lončák prasete divokého i brokovou zbraní s použitím jednotné střely.

### Názvy loveckých brokovnic

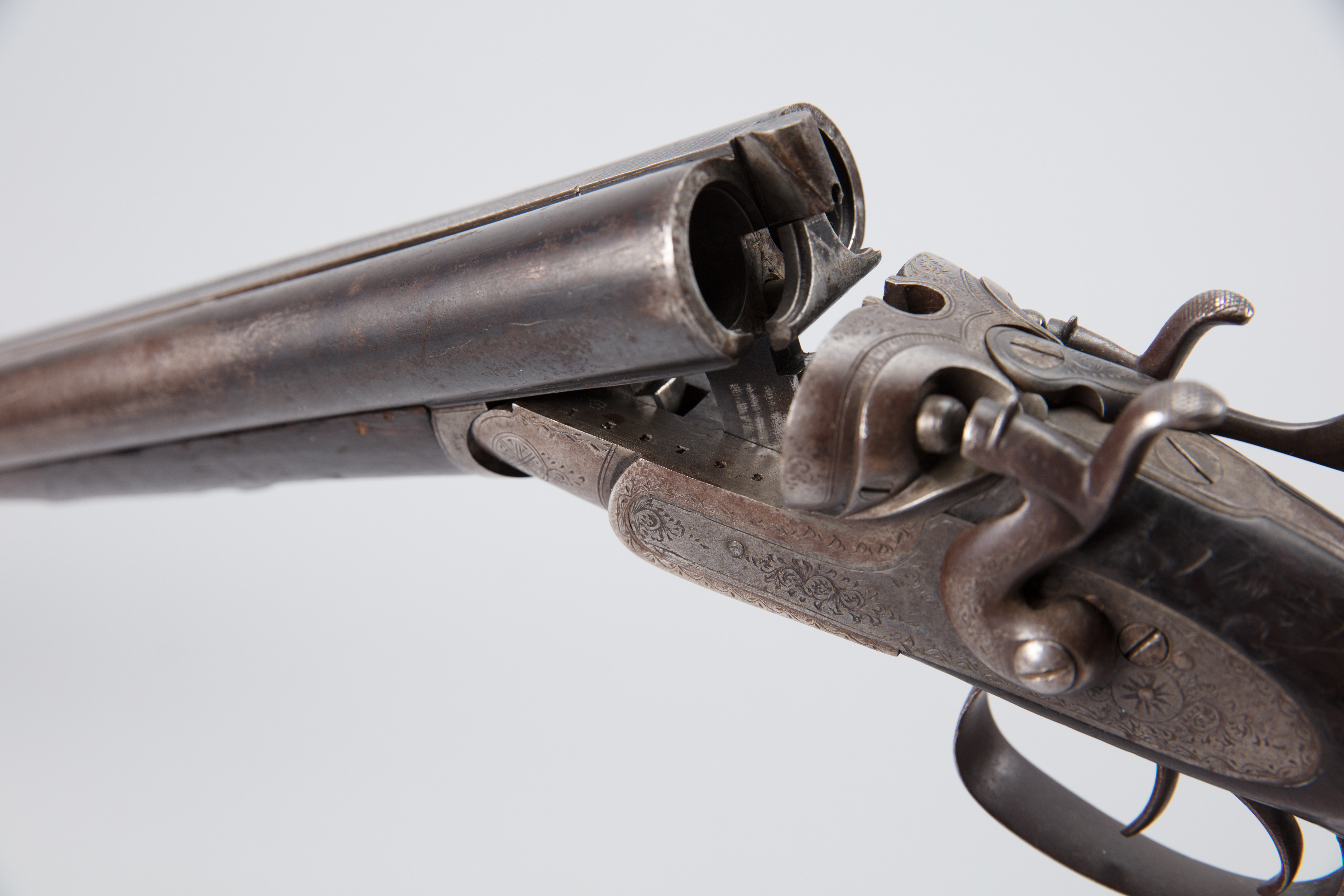
Otevřená broková dvojka

Pro některé lovecké brokovnice jsou v češtině ustáleny názvy podle počtu hlavní a dalších konstrukčních detailů. Uvedená terminologie je součástí testových otázek (platné v roce 2017) pro získání zbrojního průkazu oblasti nauky o zbraních a střelivu.
- Jednuška – jednoranová jednohlavňová brokovnice
- Dvojka – dvojhlavňová brokovnice s hlavněmi vedle sebe.
- Broková kozlice – dvojhlavňová brokovnice s hlavněmi nad sebou.
- Brokový troják – trojhlavňová brokovnice. Dvě hlavně jsou vedle sebe a třetí je nad nimi, nebo pod nimi.
- Hamerleska – broková dvojka se skrytými kladívky (napínají se automaticky).
- Lankasterka – broková dvojka s vnějšími kohouty (napínají se ručně).

## Brokovnice upravená na krátkou zbraň

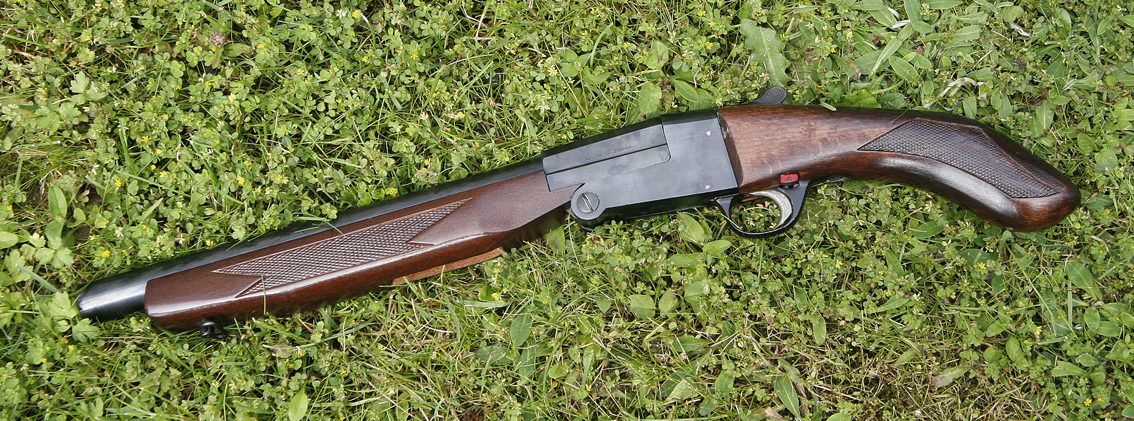
Lupara vyrobená svépomocí

Lupara je brokovnice s krátkou hlavní, původně pohotová zbraň sicilských pastevců na obranu proti vlkům.
V pozdější době se jako lupara označovala každá brokovnice se záměrně zkrácenou hlavní. Pro svou nenápadnost se stala oblíbenou zbraní mafie, pro tento účel se nabíjela směsí broků, zvířecí srsti a soli, měla za úkol zabíjenému člověku způsobit co největší utrpení. Používala se na Sicílii k vendetě (krevní msta) a v USA mezi mafiány italského (sicilského) původu.